# Gymnoscelis fernandezi
Gymnoscelis fernandezi là một loài bướm đêm trong họ Geometridae.